# محمد الخديم
محمد الخديم (مواليد 3 يونيو 1989) لاعب كرة قدم إماراتي يجيد اللعب في الوسط.
لعب سابقاً لأندية دبا الفجيرة وعجمان و اتحاد كلباء و التعاون و مسافي.

## روابط خارجية
- محمد الخديم على موقع Soccerway.com (الإنجليزية)